# 板垣瑞生
板垣 瑞生（いたがき みずき、2000年〈平成12年〉10月25日 - 2025年〈令和7年〉2月上旬ごろ）は、日本の俳優、ゲーム実況者。東京都出身。かつてスターダストプロモーションに所属していた。

## 略歴
10歳のときに、母親と渋谷で買い物をして帰る途中で忠犬ハチ公像前でスカウトされる。それまではスカウトされても断っていたが母親の勧めもありスターダストプロモーションに所属する。フジファブリックのミュージックビデオ出演が初仕事となる。
2014年、映画『闇金ウシジマくん Part2』で映画デビュー。2015年公開の映画『ソロモンの偽証』で、約半年に渡る邦画史上最大規模のオーディションを経て、1万人の参加者の中から準主役・神原和彦役に選ばれ、謎の美少年として注目を集める。またこの演技が評価され、日本映画批評家大賞新人男優賞を受賞。
2014年11月から2020年1月31日までEBiDANのボーカルダンスユニット・M!LKのメンバーとしてアイドル活動もしていた。
2015年には『花燃ゆ』でNHK大河ドラマに初出演するなどしたが、学業優先の為、しばらく映画等には出演していなかった。
2016年4月、NHK大河ファンタジー『精霊の守り人シーズン2・3』（2017年・2018年に放送）で物語のもう1人の主人公ともいえる皇太子チャグム役に抜擢。
2019年公開の映画『初恋ロスタイム』で映画初主演。
2020年度前期放送の『エール』でNHK連続テレビ小説に初出演。同年、『社内マリッジハニー』で連続ドラマ初主演。さらに『麒麟がくる』の森蘭丸役でNHK大河ドラマに2度目の出演を果たす。
2024年3月、所属していたスターダストプロモーションを退所した。3月9日付でファンクラブも閉鎖した。
2024年6月よりTwitchで『ときめきメモリアル』のゲーム実況を開始。
2024年11月29日、自身のInstagramを更新、精神状態の悪化により入院していたことを明かし、スターダストプロモーションを退所した経緯について説明した。
2025年4月17日、不慮の事故のため死去していたことがInstagramで親族により発表された。24歳没。メッセージでは、精神疾患により同年1月末から行方不明となり、その後警視庁より東京都内で3月中旬に遺体で見つかったと報告を受けたことが明かされた。亡くなったのは2月上旬頃とみられる。

## 人物
趣味は映画鑑賞・ゲーム・サウナ、特技は乗馬・殺陣・サッカー・水泳・マラソン。憧れの俳優は菅田将暉、高良健吾。
菅田とは、自身のデビュー作である闇金ウシジマくん Part2で共演した。それまでは人前に立つことさえも得意ではなかったが、菅田との交流の中で演技をすることの楽しさや人とコミュニケーションをとることの面白さを感じ取り、本格的に役者を志すようになったという。また、高良とは精霊の守り人での共演がきっかけでプライベートでも仕事以外のアドバイスを貰ったり、服を貰ったりするなど親交がある。

## 受賞歴
- 第25回日本映画批評家大賞（2015年度）
  - 新人男優賞（南俊子賞）『ソロモンの偽証』[28]
- 第16回日本シューズベストドレッサー賞 男性部門賞（2023年度）[29]

## 出演

### 映画
- 闇金ウシジマくん Part2（2014年5月16日、東宝映像事業部 / SDP） - 少年D 役[5]
- クローバー（2014年11月1日、東宝） - 樋野ハルキ（少年時代） 役
- アオハライド（2014年12月13日、東宝） - 馬渕洸（中学時代） 役
- ソロモンの偽証（松竹） - 神原和彦 役
  - 前編・事件（2015年3月7日）
  - 後編・裁判（2015年4月11日）
- 響 -HIBIKI-（2018年9月14日、東宝） - 椿涼太郎 役[30]
- 僕に、会いたかった（2019年5月10日、LDH pictures） - 福間雄一 役[31]
- ホットギミック ガールミーツボーイ（2019年6月28日、東映） - 小田切梓 役[32]
- 初恋ロスタイム（2019年9月20日、KADOKAWA） - 主演・相葉孝司 役[13]
- 超・少年探偵団NEO -Beginning-（2019年10月25日、coyote） - 夢野正太郎 役[33]
- ゴーストマスター（2019年12月6日、SDP） - 桜庭勇也 役[34]
- 映像研には手を出すな!（2020年9月25日、東宝） - 小野 役[35]
- 鬼ガール!!（2020年10月16日、SDP） - 蒼月蓮 役[36]
- 藍に響け（2021年5月21日、アンプラグド） - 江森司 役[37]
- 胸が鳴るのは君のせい（2021年6月4日、東映・2022年2月9日（韓国）[38]） - 長谷部泰広 役[39]
- 君が落とした青空（2022年2月18日、ハピネットファントム・スタジオ） - 本山佑人 役[40]
- その消失、（2022年2月25日、 AMGエンタテインメント） - 松井（少年時代）役[41]
- ツーアウトフルベース（2022年3月25日、東映ビデオ） - ハチ 役[42]
- HIGH&LOW THE WORST X（2022年9月9日、松竹） - 宮内幸三 役[43]
- アクターズ・ショート・フィルム3「いつまで」（2023年2月11日、WOWOW） - 礼司 役

- 交換ウソ日記（2023年7月7日、松竹） - 矢野大翔 役[44]
- 身代わり忠臣蔵（2024年2月9日、東映） - 加藤太右衛門 役[45]

### テレビドラマ
- おトメさん 第2話（2013年1月24日、テレビ朝日） - 水沢優太（中学時代） 役
- 島の先生 第1話（2013年5月25日、NHK）
- 町医者ジャンボ!! 第10話・第12話（2013年9月5日 - 9月19日、日本テレビ）
- 手裏剣戦隊ニンニンジャー 第19話 - 第32話（2015年7月5日 - 10月4日、テレビ朝日） - 雑賀鉄之助 役
- しんがり 山一證券 最後の聖戦（2015年9月20日 - 10月25日、WOWOW） - 梶井大輔 役
- 大河ドラマ（NHK）
  - 花燃ゆ 第46話 - 第49話（2015年11月15日 - 12月6日） - 毛利元昭 役
  - 麒麟がくる 第43話 - 最終話（2021年1月31日 - 2月7日） - 森蘭丸 役[16]
- メガバンク最終決戦（2016年2月14日 - 3月20日、WOWOW）[2]
- 放送90年 大河ファンタジー「精霊の守り人」（NHK） - チャグム 役
  - 精霊の守り人II 悲しき破壊神（2017年1月21日 - 3月25日）
  - 精霊の守り人III 最終章（2017年11月25日 - 2018年1月27日）
- 神ちゅーんず 〜鳴らせ!DTM女子〜（2019年4月7日 - 6月9日、朝日放送テレビ） - 澤田正樹 役[46]
- 貴族誕生 -PRINCE OF LEGEND-（2019年11月28日 - 12月26日、日本テレビ） - 伊集院信虎 役[47]
- アリバイ崩し承ります 第5話（2020年2月29日、テレビ朝日） - 和田英介 役
- FAKE MOTION -卓球の王将-（2020年4月9日 - 5月28日、日本テレビ） - 土方歳鬼 役[48]
  - FAKE MOTION -たったひとつの願い-（2021年1月21日 - 3月11日） - 主演・土方歳鬼 役[49]
- 連続テレビ小説 エール 第90話 - 第113話（2020年10月16日 - 11月18日、NHK） - 重森正 役[50][14]
- そのご縁、お届けします-メルカリであったほんとの話- 第1話・最終話（2020年11月4日 - 12月9日、MBS） - 瀬尾孝之 役[51]
- 社内マリッジハニー（2020年11月13日 - 12月25日、MBS） - 主演・三浦真夏 役[15][注 1]
- 星になりたかった君と（2021年1月5日 - 1月6日、日本テレビ） - ナユタ 役[52]
- 出会い系サイトで70人と実際に会ってその人に合いそうな本をすすめまくった1年のこと 第1話（2021年3月26日、WOWOW） - コージ 役
- アンラッキーガール!（2021年10月7日 - 12月9日、読売テレビ） - 桜田卓海 役 [53]
- SUPER RICH 第1話 - 第4話・第8話 - 最終話（2021年10月14日 - 11月4日・12月2日 - 23日、フジテレビ） - 豪徳尊 役[54]
- 日本沈没-希望のひと- 第2話（2021年10月17日、TBS） - 蒔田奇跡 役（写真）
- デキないふたり（2022年1月3日、テレビ朝日） - 黒瀬孝仁 役[55]
- WOWOWオリジナルドラマ ヒル（WOWOWプライム） - テトリス 役[56]
  - Season1（2022年3月4日 - 4月8日）
  - Season2（2022年4月15日 - 5月20日）
- オールドルーキー 第4話（2022年7月24日、TBS） - 北芝謙二郎 役[57]
- ばかやろうのキス（2022年8月6日 - 9月3日、日本テレビ） - 主演・久城湊人 役[58]
- 超・進化論（2022年11月6日 - 2023年1月8日、NHK） - 昆虫 役
- ドロップ（2023年6月2日 - 8月4日、WOWOW） - 井口達也 役[59][60]
- サ道 2023SP（2023年12月24日、テレビ東京）
- 正直不動産スペシャル（2024年1月3日、NHK総合・NHK BSプレミアム4K） - 十影健人 役[61][62]
  - 正直不動産2（2024年1月9日 - 3月12日、NHK総合・NHK BSプレミアム4K）[62]
- ブラックガールズトーク（2024年2月5日 - 3月25日、テレビ東京） - 若村隼人 役[63]

### 配信ドラマ
- やれたかも委員会（2018年2月10日、AbemaTV） - 菅野健太郎（回想） 役[64]
- 1ページの恋（2019年2月18日 - 3月25日、AbemaTV / 2019年2月23日 - 3月25日、九州朝日放送） - 森田郁巳 役[65]
- シックスティーン症候群（2020年6月19日 - 8月6日、FOD / 2020年7月29日 - 9月16日、フジテレビ） - 浅田睦巳 役[66][67]
- love⇄distance（2020年6月27日 - 7月5日、Paravi / 2020年7月2日 - 7月9日、テレビ東京） - ミナト 役[68]
- 時をかけるバンド（2020年8月19日 - 10月21日、FOD・YOUKU / 2020年10月19日 - 12月21日、フジテレビ） - 誠一 役[69]
- ブラックシンデレラ（2021年4月22日 - 6月10日、AbemaTV） - 島村空 役[70]
  - ブラックシンデレラ -卒業編-（前編：2021年6月10日・後編：6月17日、AbemaTV）[71]
- 最愛のひと〜The other side of 日本沈没〜（2021年10月10日 - 12月12日、Paravi） - 主演・蒔田奇跡 役[72][注 2]
- 夢で見たあの子のために（2023年8月29日 - 、Lemino） - 主演・中條千里 / 結城一登 役[73]

### 吹き替え
- セーフハウス～もう一人の殺人鬼～(2018年、WOWOW） - リアム・デューク 役（ジョエル・マコーマック）

### バラエティ
- 痛快TVスカッとジャパン（フジテレビ）
  - 胸キュンスカっと「恋する想いはハチマキに…」（2016年10月3日）
  - ファミリースカっと「波瀾万丈だった娘の初恋」（2020年1月27日）
- スタジオパークからこんにちは（2017年3月16日、NHK）
- ごごナマ（2018年1月11日、NHK）

### 情報番組・教養番組
- めざましテレビ（2021年10月6日 - 10月25日、フジテレビ） - 2021年10月度マンスリーエンタメプレゼンター[74]
- NHKスペシャル「超・進化論」（2022年11月6日・13日・2023年1月8日、NHK総合） - 昆虫 役

### ミュージックビデオ
- フジファブリック「Light Flight」（2012年）
- DEEN「二十歳」（2013年）[75]
- 瀧川ありさ「夏の花」（2015年）[76]

### CM・広告
- 富士通「FMV」Life Log篇（2012年）
- アディダス「adidas bag」イメージキャラクター（2016年）
- ロッテ「Fit's」（2017年）
- ホットペッパービューティー「春、変わる時」（2019年）[77]
- アンファー「スカルプDまつ毛美容液」（1ページの恋・ミナ編、2019年2月 - 3月）[78]
- ABC-MART（2019年）
- コンタクトレンズ「メニコン」（2021年）
- 資生堂「Uno」（2021年）
- Yohji Yamamoto GroundY × NEW ERA 21-22 A/W キービジュアル（2021年）

### 舞台
- FAKE MOTION 2021 SS LIVE SHOW（2021年3月25日 - 26日、東京ガーデンシアター） - 土方 歳鬼 役
- 舞台・エヴァンゲリオン ビヨンド（2023年5月6日 - 5月28日、THEATER MILANO-Za こけら落とし公演 / 6月3日・4日、まつもと市民芸術館 / 6月10日 - 6月19日、森ノ宮ピロティホール、企画・製作：Bunkamura） - 蓮見タン 役[79][注 3]

## 作品

### 出版物
- 板垣瑞生ファースト写真集 M（2018年7月20日、KADOKAWA）[80]
- MIZUKI ITAGAKI NYLON SUPER VOL.7（2021年10月24日）
- 板垣瑞生写真集 One Scene（2023年12月25日、主婦と生活社）[81]

## イベント
| 年度 | イベント名                                          | 開催日  | 参考   |
| ---- | --------------------------------------------------- | ------- | ------ |
| 2023 | 「板垣瑞生カレンダー2023.4-2024.3」発表記念イベント | 2月12日 | [ 82 ] |